# Cotys
Cotys is een geslacht van rechtvleugeligen uit de familie doornsprinkhanen (Tetrigidae). De wetenschappelijke naam van dit geslacht is voor het eerst geldig gepubliceerd in 1887 door Bolívar.

## Soorten
Het geslacht Cotys omvat de volgende soorten:
- Cotys antennatus Bolívar, 1887
- Cotys gibbulosus Hancock, 1913